# Höftledsdysplasi

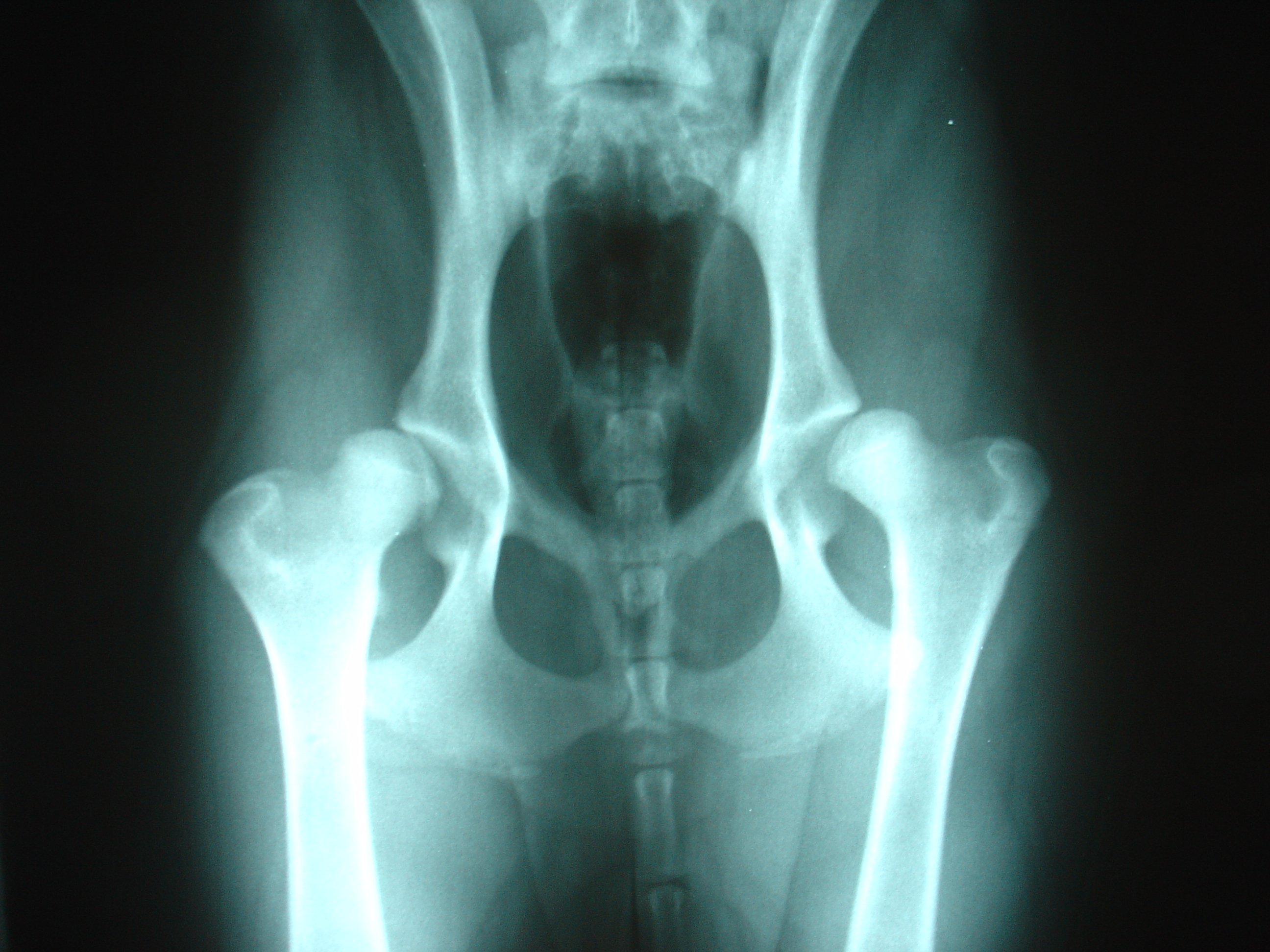
Höftledsdysplasi på hund. Röntgenbild.

Höftledsdysplasi (HD) är en sjukdom som är vanlig främst bland stora och medelstora hundraser och finns även hos katter. Sjukdomen är en felaktig utveckling av hundens höftled. Problemet i höftledens utveckling sker när hunden växer upp och det är inte förrän skelettet är moget som man kan göra en bedömning med hjälp av röntgenundersökning. Därför är det svårt att upptäcka dysplasin i tid.
Denna åkomma är polygent ärftlig och ett föräldradjur med helt felfria höfter kan tillsammans med ett lika felfritt föräldradjur lämna ömsom felfria och ömsom drabbade valpar. För rasrena hundar registreras röntgenresultatet officiellt av Svenska Kennelklubben (SKK) och förs in i stamboken. Enligt avelsrestriktionerna och djurskyddslagen får drabbade hundar inte användas i avel. SKK har hälsoprogram för drabbade raser. Genom att bedöma en hunds hela ursprung och familj hoppas man kunna sänka frekvensen av denna handikappande åkomma.
Man höftledsröntgar hundarna vid ett års ålder och detta infördes 1980. Hunden måste vara id-märkt för att resultatet av röntgenundersökningen ska införas i dess registreringsbevis.
Om man misstänker starkt att en valp har höftledsdysplasi så kan röntgen göras vid 6 månaders ålder, men resultaten blir bara preliminära tills man kan göra om röntgen när valpen är ett år. Skälet till att man kan göra det vid 6 månaders också är djurskydds- och försäkringsärenden, samt att hundar med eventuella fel ska slippa onödigt lidande.
För några raser gäller åldersgränsen 18 månader för att röntga med officiellt resultat som förs in i registreringsbeviset. Dessa raser är: bullmastiff, dogue de bordeaux, grand danois, landseer, leonberger, maremmano abruzzese, mastiff, mastino napoletano, newfoundlandshund, pyrenéerhund, sankt bernhardshund, kort- och långhårig
Människor kan också drabbas av höftledsdysplasi, men det är lätt att upptäcka redan på spädbarn.

## Gradering för höftledsdysplasi
| Ny gradering | Nuvarande gradering  | Förklaring                 |
| ------------ | -------------------- | -------------------------- |
| A            | ua - utan anmärkning | Normala höftleder          |
| B            | ua - utan anmärkning | Nästan normala höftleder   |
| C            | grad I               | Höftleder lindrig dysplasi |
| D            | grad II              | Höftleder måttlig dysplasi |
| E            | grad III-IV          | Höftleder kraftig dysplasi |